# Gaivina-de-faces-brancas

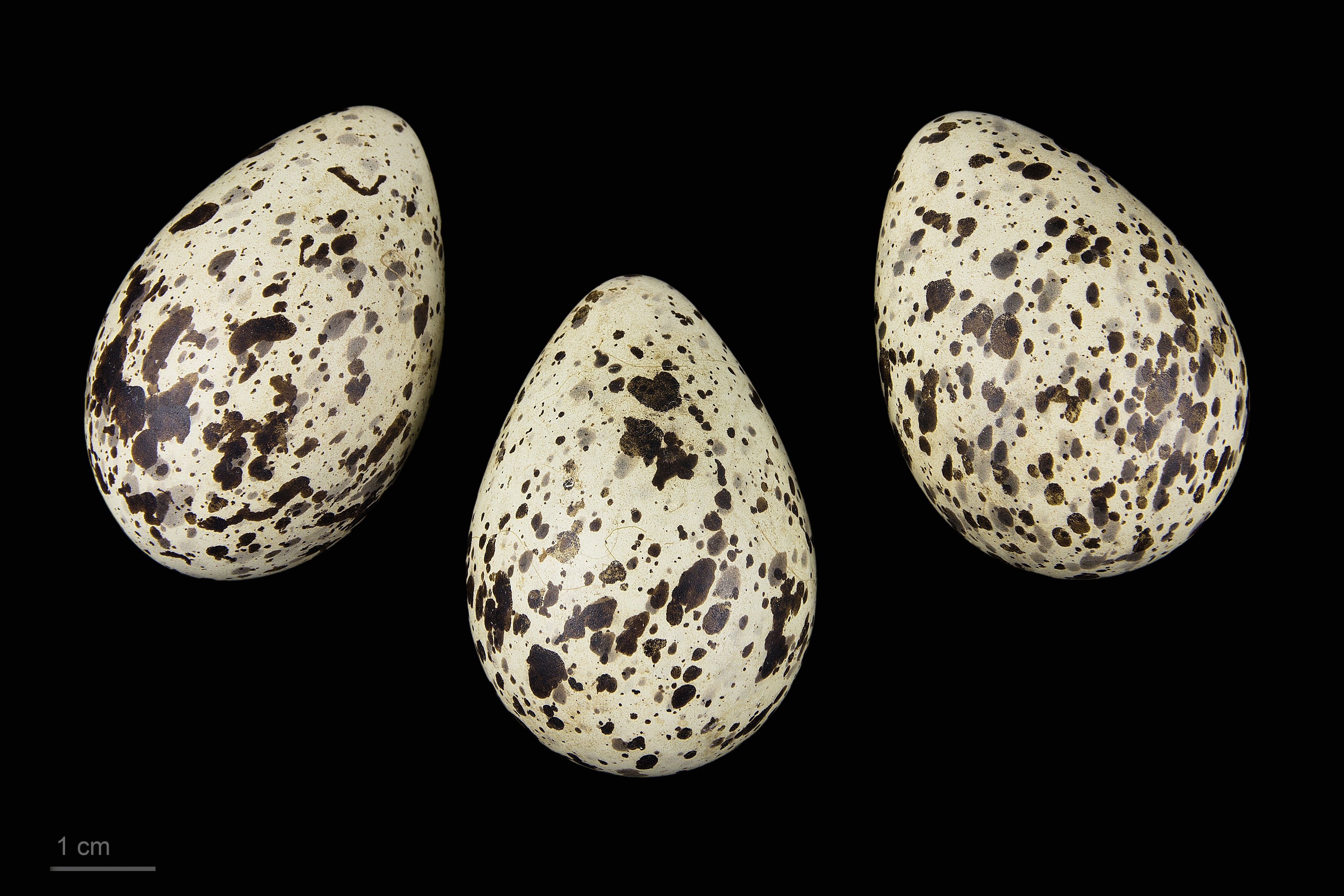
Chlidonias hybrida hybrida - MHNT

A gaivina-de-faces-brancas ou gaivina-dos-pauis (Chlidonias hybrida) é uma ave da família Laridae (antes Sternidae) que frequenta sobretudo zonas de água doce.
Nidifica na Europa e inverna em África e no sul da Ásia.